# Zdeněk Veselý
Zdeněk Veselý (9. června 1932 Svitavy – 1. prosince 2016) byl český malíř, grafik a ilustrátor.

## Život
Studoval v letech 1947–1950 na Ooborné škole keramické v Teplicích (prof. Stanislav Mikuláštík, J. Kilian) a v letech 1953–1962 na AVU Praha (prof. Miloslav Holý, Karel Hladík, Vladimír Silovský). Věnoval se malbě, volné a užité grafice, knižní tvorbě a ilustracím, kresbě. V letech 1970–1989 spolupracoval na několika ineditních sbornících s Emilem Julišem, Ludvíkem Kunderou a Vítězslavem Gardavským. V 60. letech člen skupiny Objekt, člen SČUG HOLLAR.
V roce 2007 z rodinných důvodů definitivně skončil s výtvarnou tvorbou.
Je zastoupen v soukromých sbírkách a galeriích v Čechách i ve světě (namátkou: Galerie Benedikta Rejta Louny, Galerie výtvarného umění Karlovy Vary, galerie v Náchodě, Chebu, Teplicích, Litoměřicích, MK ČR, Univerzita San Francisco, Atelier Artistiques Internationales Séguret, Galerie Ečka Jugoslávie…).

## Výstavy, sympozia, studijní cesty

### Samostatné výstavy
- 1963 – Chrudim
- 1964 – Varnsdorf
- 1965 – Vídeň
- 1965 – Ústí n. Labem
- 1966 – Ústí n. Labem. Obrazy a grafika. Divadlo hudby
- 1966 – Volkshochschule Margareten – Vídeň (Rakousko). Na pozvánkách uvedeno „Zdeněk Veselý – Tschechoslovakei Reiseimpressionen einzuladen.“
- 1969 – Séquret, Francie
- 1970 – Most
- 1970 – Teplice
- 1970 – Ústí n. L.
- 1971 – Ústí n. Labem, Divadlo hudby. V katalogu otištěna báseň Emila Juliše „Nad jedním obrazem Zdeňka Veselého
- 1972 – Karlovy Vary
- 1972 – Chrudim
- 1972 – Duchcov
- 1973 – Zrenjanin, Subotica, Baška Topoli – Jugoslávie /
- 1974 – Duchcov
- 1976 – Ústí n. L. (Divadlo hudby – Grafika)
- 1976 – Dvůr králové. Hankův dům. Grafické listy.
- 1976 – Duchcov. Státní zámek a galerie
- 1976 – Teplice – Umění litografie (výstavní síň Díla)
- 1977 – Ústí n. Labem – Urbanistické středisko KPU
- 1979 – Duchcov
- 1980 – Děčín. Okresní muzeum. Grafika.
- 1982 – Most
- 1982 – Praha (Galerie bratří Čapků, úvodní promluva Zdeněk Kundera)
- 1982 – Litoměřice (na vernisáži přednášel své verše Ludvík Kundera)
- 1982 – Olomouc
- 1987 – Zdeněk veselý (Obrazy, kresby, grafika) – Nové Mesto nad Váhom
- 1990 – Boskovice – Kresby a grafiky z Francie (průvodní slovo v katalogu [dvoulist] Ludvík Kundera
- 1992 – Teplice
- 1992/1993 – Praha, Galerie Hollar
- 1999 – Malby. Rabasova Galerie, Rakovník (katalog v nákladu 50 kusů, text mj. Emil Juliš)
- 2002 – Marienberg (Německo)
- 2002 – Strakonice
- 2002 – Jirkov
- 2007 – Most, výstavní síň Zlatá trojka – Bilance. (Bilanční výstava 80 obrazů z let 1955 – 2005)
- 2008 – Louny, Vrchlického divadlo – Tlaky a přetlaky. Z dosud nepříliš známé fantaskní a surrealistické tvorby.
- 2011 – Galerie Emila Juliše (Černčice u Loun)

### Společné výstavy
- 1958 – Teplice – Bořecký / Černý / Raboch / Veselý
- 1959/1960 – Praha. Jízdárna Pražského hradu. I. přehlídka Československého výtvarného umění (účastnili se všichni, co něco znamenali, od Jiřincové po Zrzavého)
- 1960 – Děčín. (mimo Z. Veselého dále např. Dan Richter, Bohdan Kopecký, Václav Kůs a další)
- 1961 – Litoměřice (M. Houra, B. Kopecký, V. Šavel, Z. Veselý)
- 1964 – Tvůrčí skupina SČSVU Objekt – Ústí n. L. ((Houra, Chlíbec, Kreník, Kůs, Míšek, Raboch, Straka, Škvára, Veselý)
- 1964 – Skupina Objekt – Kunštát
- 1965 – Děčín. Tvůrčí skupina SČSVU Objekt.
- 1965 – Ústí nad Labem. 20. let výtvarného umění v severočeském kraji.
- 1966 – Skupina Objekt – Litoměřice
- 1968 – Litoměřice, Galerie výtv. umění. 50 let českého výtvarného umění severních Čech
- 1968/1969 – Cheb, Galerie výtvarného umění, Trienale jč., sč a zč. výtv. umělců.
- 1969 – Objekt 69 – Roudnice nad Labem (Bergr, Brodská, Daneš, Chlíbec, Kreník, Kůs, Míšek, Raboch, Straka, Veselý)
- 1969 – Bruxelles (Groupe de Teplice: Václav Blahoš, Jindřich Helekal, Antonín Labr, Vladimír Šavel, Vladimír Šmíd, Zdeněk Veselý)
- 1969 – Torino (Itálie). L’Arte Antika – Gli Incisori di Praga (mimo Veselého dále např. L. Čepelák, Miroslav Černý, Eva Činčerová a další)
- 1970 – Praha-Slaný. Výstava knižních ilustrací. (mimo Veselého ještě např. Otakar Čemus, Václav Sivko a další)
- 1971 – Praha, Galerie Hollar. Komorní grafika. (mimo Veselého např. Čepelák, Komárek, Liesler, Moravec… a další)
- 1972 – Ečka / Zrenjanin (Jugoslávie)
- 1975 – Litoměřice. Galerie výtv. umění. (mimo Z. Veselého i např. Emil Filla, František Jiroudek, Lev Šimák, František Gross a další)
- 1976 – Česká Lípa (Houra, Rykr, Veselý)
- 1978/1979 – Praha - Mánes. Výstava severočeských výtvarných umělců
- 1980 – Jablonec n. N. – Muzeum skla a bižuterie (mimo Veselého např. i Stanislav Hanzík, Miroslav Houra, Jiří Novosad, Dan Richter a další)
- 2009 – Galerie Emila Juliše. Černčice u Loun – Slavnostní zahájení provozu soukromé galerie Pavla R. Vejrážky. Mimo výrazně zastoupeného Z. Veselého (surrealistické období) ještě např. Emil Juliš, Zdeněk Sýkora, Vladislav Mirvald, Kamil Linhart, Jiří Kolář, Martin Stejskal, Jan Švankmajer a další... Doprovozeno výstavou originálních soch jednoho z nejvýznamnějších zimbabwských umělců Lazara Takawiry.

### Sympozia
Česká republika: Česká Lípa / Železná Ruda / Lipno / Úštěk (pod vedením Z. Veselého)
zahraničí: Séguret, Ečka, Sozopol, Kazanlak, Stražica / 1987 – Bienále grafiky, Berlín

### Studijní cesty
Francie, Itálie, Libanon, Maďarsko, Monako, Německo, Rakousko, Rusko, Sýrie, Švýcarsko